# Стухач
Стухач (серб. стухаћ) — демоническое мифическое существо «дьявол или вила» в сербском фольклоре, в особенности известное в Герцеговине. Несмотря на то, что фонетически данное слово созвучно со здухачем, между данными мифическими существами нет ничего общего.
Стухач, согласно легендам, живёт в высоких горах и пустошах; его внешний вид никогда не описывается, лишь указывается, что он носит плетёнки, сделанные из человеческих связок, на своих стопах, чтобы не поскальзываться на склонах гор. Когда плетёнки изнашиваются, он вытягивает связки из чьих-нибудь ног, чтобы сделать себе новые.
Чтобы спугнуть стухача, по повериям, необходимо задрать ноги до уровня рук, запутав таким образом его.